# Nikolái Cherepnín
Nikolái Nikoláyevich Cherepnín Никола́й Никола́евич Черепни́н (San Petersburgo, 15 de mayo (calendario juliano: 3 de mayo) de 1873-27 de junio de 1945) fue un compositor, pianista y director de orquesta ruso. Padre del compositor Aleksandr Cherepnín.
Nació en San Petersburgo y estudió con Nikolái Rimski-Kórsakov en el Conservatorio de San Petersburgo. Dirigió la primera temporada de los Ballets Rusos de Serguéi Diáguilev. En 1918, tomó el puesto de director del Conservatorio Nacional de Tiflis. En 1921, se trasladó a París, donde vivió el resto de su vida.

## Obras
Cherepnín fue autor de más de 100 obras, entre ellas nueve ballets.
- Narciso y Eco, Op.40.
- Quinteto de viento, Op.107.
- Le Pavillon d'Armide.

- Datos: Q918647
- Multimedia: Nikolay Cherepnin / Q918647